# 吉林大学南湖校区
吉林大学南湖校区为原长春邮电学院。2000年6月12日由长春邮电学院并入吉林大学，并改名为吉林大学南湖校区。

## 院系设置
- 通信工程学院
- 预科教育学院[2]：于2018年8月22日成立。
- 应用技术学院[3]：由于吉林大学朝阳东区改造搬迁至南湖校区。
- 马克思主义学院

## 宿舍楼
吉林大学南湖校区共有六栋公寓楼。其中一三四公寓为四人间，上床下桌。二公寓为六人间，上床下桌。五六公寓为四人间，上下铺，分桌。